# Đông Hải, Cà Mau
Đông Hải là một xã thuộc tỉnh Cà Mau, Việt Nam.

## Địa lý
Xã Đông Hải có vị trí địa lý:
- Phía đông giáp xã Hòa Bình và xã Vĩnh Hậu
- Phía tây giáp xã Long Điền
- Phía nam giáp Biển Đông
- Phía bắc giáp phường Giá Rai và phường Láng Tròn.

Xã Đông Hải có diện tích 147,93 km², dân số năm 2024 là 40.241 người, mật độ dân số đạt 272 người/km².

## Lịch sử
Sau năm 1975, xã Long Điền Đông thuộc huyện Giá Rai, tỉnh Bạc Liêu.
Ngày 20 tháng 9 năm 1975, Bộ Chính trị ban hành Nghị quyết số 245-NQ/TW về việc hợp nhất tỉnh Bạc Liêu, tỉnh Cà Mau và hai huyện An Biên, Vĩnh Thuận (ngoại trừ 2 xã Đông Yên và Tây Yên) của tỉnh Rạch Giá thành một tỉnh mới, tên gọi tỉnh mới cùng với nơi đặt tỉnh lỵ sẽ do địa phương đề nghị lên.
Ngày 20 tháng 12 năm 1975, Bộ Chính trị ban hành Nghị quyết số 19/NQ về việc hợp nhất tỉnh Bạc Liêu và tỉnh Cà Mau thành một tỉnh mới, tên gọi tỉnh mới cùng với nơi đặt tỉnh lỵ sẽ do địa phương đề nghị lên.
Ngày 24 tháng 2 năm 1976, Chính phủ Cách mạng Lâm thời Cộng hòa miền Nam Việt Nam ban hành Nghị định số 3/NQ/1976 về việc hợp nhất tỉnh Bạc Liêu và tỉnh Cà Mau thành một tỉnh mới, lấy tên là tỉnh Bạc Liêu – Cà Mau. Khi đó, xã Long Điền Đông thuộc huyện Giá Rai, tỉnh Cà Mau – Bạc Liêu.
Ngày 10 tháng 3 năm 1976, Chính phủ ban hành Nghị quyết về việc thành lập tỉnh Minh Hải trên cơ sở đổi tên tỉnh Bạc Liêu – Cà Mau. Khi đó, xã Long Điền Đông thuộc huyện Giá Rai, tỉnh Minh Hải.
Ngày 4 tháng 4 năm 1979, Hội đồng Chính phủ ban hành Quyết định số 142-CP về việc chia xã Long Điền Đông thành 4 xã: Long Điền Đông A, Long Điền Đông B, Long Điền Đông C, Long Điền Đông K.
Ngày 14 tháng 2 năm 1987, Hội đồng Bộ trưởng ban hành Quyết định số 33B-HĐBT về việc sáp nhập xã Long Điền Đông K vào xã Long Điền Đông C.
Ngày 13 tháng 4 năm 1991, Ban Tổ chức Chính phủ ban hành Quyết định số 183/QĐ-TCCP về việc thành lập xã Long Điền Đông trên cơ sở 3 xã: Long Điền Đông A, Long Điền Đông B, Long Điền Đông C.
Ngày 6 tháng 11 năm 1996, Quốc hội ban hành Nghị quyết về việc chia tỉnh Minh Hải thành tỉnh Bạc Liêu và tỉnh Cà Mau. Khi đó, xã Long Điền Đông thuộc huyện Giá Rai, tỉnh Bạc Liêu.
Ngày 25 tháng 8 năm 1999, Chính phủ ban hành Nghị định số 82/1999/NĐ-CP về việc thành lập xã Long Điền Đông A thuộc huyện Giá Rai trên cơ sở 5.947,93 ha diện tích tự nhiên và 15.342 nhân khẩu của xã Long Điền Đông.
Sau khi điều chỉnh địa giới hành chính, xã Long Điền Đông có 6.463,2 ha diện tích tự nhiên và 18.027 nhân khẩu.
Ngày 24 tháng 12 năm 2001, Chính phủ ban hành Nghị định số 98/2001/NĐ-CP về việc:
- Thành lập huyện Đông Hải thuộc tỉnh Bạc Liêu.
- Chuyển xã Long Điền Đông thuộc huyện Giá Rai về huyện Đông Hải mới thành lập quản lý.

Tính đến ngày 31/12/2024:
- Xã Long Điền Đông có 8 ấp: Bửu I, Bửu II, Bửu Đông, Cái Cùng, Minh Điền, Trung Điền, Trường Điền, Vĩnh Điền.
- Xã Long Điền Đông A có 8 ấp: 1, 2, 3, 4, Châu Điền, Hiệp Điền, Mỹ Điền, Phước Điền.

Ngày 12 tháng 6 năm 2025, Quốc hội ban hành Nghị quyết số 202/2025/QH15 về việc sắp xếp đơn vị hành chính cấp tỉnh (nghị quyết có hiệu lực từ ngày 12 tháng 6 năm 2025). Theo đó, sáp nhập tỉnh Bạc Liêu vào tỉnh Cà Mau.
Ngày 16 tháng 6 năm 2025, Ủy ban Thường vụ Quốc hội ban hành Nghị quyết số 1655/NQ-UBTVQH15 về việc sắp xếp các đơn vị hành chính cấp xã của tỉnh Cà Mau năm 2025 (nghị quyết có hiệu lực từ ngày 16 tháng 6 năm 2025). Theo đó, thành lập xã Đông Hải thuộc tỉnh Cà Mau trên cơ sở toàn bộ 100,16 km² diện tích tự nhiên, quy mô dân số là 23.062 người của xã Long Điền Đông và toàn bộ diện 47,77 km² tích tự nhiên, quy mô dân số là 17.179 người của xã Long Điền Đông A thuộc huyện Đông Hải, tỉnh Bạc Liêu.
Xã Đông Hải có 147,93 km² diện tích tự nhiên và quy mô dân số là 40.241 người.